# 西社镇 (稷山县)
西社镇，是中华人民共和国山西省运城市稷山县下辖的一个乡镇级行政单位。

## 行政区划
西社镇下辖以下地区：
西社村、高渠村、马家沟村、沙沟村、白坡村、清水庄村、范家庄村、三界庄村、张家庄村、刘家庄村、刘堡村、李老庄村、东庄村、中社村、杨家庄村、山底村、麻参坡村、柴家庄村、曹家庄村、肖家庄村、薛家庄村、仁义村、铺头村、韩家庄村和麻古垛村。